# Futbalový Klub Púchov
Il Futbalový klub Púchov è una società calcistica slovacca con sede nella città di Púchov. Milita in 1. Slovenská Futbalová Liga, la seconda divisione del campionato slovacco di calcio.
La società è stata fondata nel 1920, ma vanta i suoi migliori trascorsi durante il periodo di sponsorizzazione della società Matador, quando la società si è chiamata FK Matador Púchov. In questo periodo la squadra ha conquistato una Coppa di Slovacchia e partecipato ad alcune edizioni della Coppa UEFA.
Dopo il ritiro della sponsorizzazione da parte della Matador, alla fine della stagione 2005-06, la società è stata costretta ad abbandonare la massima serie e ripartire dalla terza divisione. Attualmente la squadra milita nella seconda divisione nazionale.

## Palmarès

### Competizioni nazionali
- Coppa di Slovacchia: 1

2002-2003
- 2. Liga: 1

1999-2000
- 3. Liga: 1

2018-2019

### Altri piazzamenti
- Campionato slovacco:

Secondo posto: 2001-2002
- Coppa di Slovacchia:

Finalista: 2001-2002
- Supercoppa di Slovacchia:

Finalista: 2003
- UEFA Fair Play ranking: 1

2000-2001

## FK Púchov nelle coppe europee
| Stagione | Torneo     | Turno          | Nazione               | Avversario            | Andata | Ritorno | Totale |
| -------- | ---------- | -------------- | --------------------- | --------------------- | ------ | ------- | ------ |
| 2001-02  | Coppa UEFA | Preliminare    | Malta (bandiera)      | Sliema Wanderers      | 3-0    | 1-2     | 4-2    |
|          |            | 1º turno       | Germania (bandiera)   | Sport-Club Freiburg   | 0-0    | 1-2     | 1-2    |
| 2002-03  | Coppa UEFA | Qualificazione | Kazakistan (bandiera) | FC Atyrau             | 0-0    | 2-0     | 2-0    |
|          |            | 1º turno       | Francia (bandiera)    | Girondins de Bordeaux | 0-6    | 1-4     | 1-10   |
| 2003-04  | Coppa UEFA | Preliminare    | Georgia (bandiera)    | Sioni Bolnisi         | 3-0    | 3-0     | 6-0    |
|          |            | 1º turno       | Spagna (bandiera)     | FC Barcelona          | 0-1    | 0-8     | 0-9    |

In grassetto le gare casalinghe